# Елі Мамбве
Елі Мамбве (англ. Eli Mambwe; народився 18 липня 1982 у м. Калулуші, Замбія) — замбійський бадмінтоніст.
Учасник Олімпійських ігор 2008 в одиночному розряді. У другому раунді поступився Ервіну Кельгоффнеру з Франції — 0:2 (15-21, 17-21).
Учасник чемпіонатів Африки 2004, 2006.